# Dessislawa Boschilowa

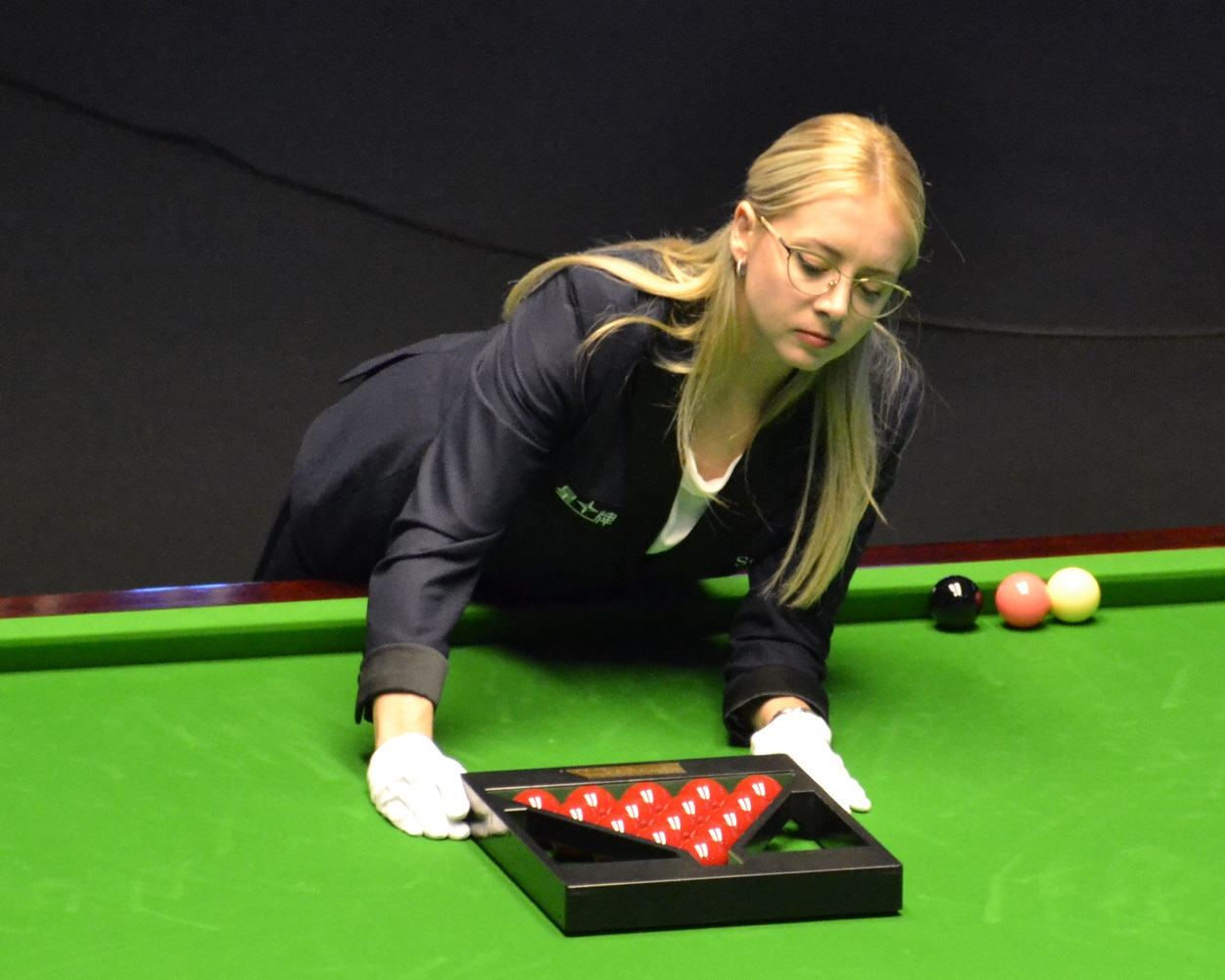
Dessislawa Boschilowa beim European Masters 2023

Dessislawa Wassilewa Boschilowa (bulgarisch Десислава Василева Божилова; englische Transkription: Desislava Bozhilova; * 16. Oktober 1992 in Sliwen, Bulgarien) ist eine bulgarische Schiedsrichterin der Billardvariante Snooker.

## Leben
Dessislawa Boschilowa spielt selbst kein Snooker, aber seit ihrem 13. Lebensjahr Poolbillard und ist seit dieser Zeit auch begeisterte Snookerzuschauerin. Ihre Schiedsrichterlizenz erwarb sie 2012, ihr erstes Profispiel leitete sie bei den Bulgarian Open im selben Jahr. Beim gleichen Turnier leitete sie 2015 ihr erstes Finale auf der Profitour, das erste eines vollen Ranglistenturniers folgte im Jahr darauf beim Riga Masters. Nachdem sie 2022 bereits die Finals des Masters und der UK Championship geleitet hatte, wurde sie 2025 als erst zweite Frau nach Michaela Tabb für das Endspiel der Weltmeisterschaft ausgewählt. Dadurch wurde sie zur ersten Schiedsrichterin, die Finals aller drei Triple-Crown-Turniere leiten durfte.
Ihr erstes Maximum Break leitete sie beim Champion of Champions 2018 im Spiel von Mark Selby und Neil Robertson. Zwei weitere Maximum Breaks leitete sie bei den British Open 2021, ein viertes bei der UK Championship 2021 sowie ein fünftes und sechstes beim Masters 2024.
2016 erlangte sie an der Universität für Forstwirtschaft in Sofia einen Master in Landschaftsarchitektur. Ihre Hobbys sind Poolbillard, Heimwerken, Malen, Lesen von Psychologiebüchern, Wandern und das Herstellen von Kerzen.

## Geleitete Finale

### Minor-Ranking-Turniere
- Bulgarian Open 2015

### Ranglistenturniere
- Riga Masters 2016
- Snooker Shoot-Out 2018
- Gibraltar Open 2018
- German Masters 2019
- Players Championship 2020
- English Open 2020
- UK Championship 2022
- Northern Ireland Open 2023
- Welsh Open 2025
- Snookerweltmeisterschaft 2025

### Einladungsturniere
- Champion of Champions 2019
- Masters 2022
- World Mixed Doubles 2022